# Дурацкое дело нехитрое
«Дура́цкое де́ло нехи́трое» (норв. Kraftidioten) — чёрная криминальная комедия режиссёра Ханса Петтера Муланда, вышедшая на экраны в 2014 году. В главной роли снялся Стеллан Скарсгард.

## Сюжет
Нильс Дикман — трудолюбивый водитель снегоочистителя в норвежской провинции с суровым северным климатом. Он скромный служащий и добропорядочный семьянин. Внезапно его взрослый сын погибает по официальной версии от передозировки героина. Нильс начинает собственное расследование и выясняет, что сын оказался втянут в противостояние криминальных кланов — местного и сербского — и был убит. Это обстоятельство заставляет неприметного служащего проявлять неожиданную твёрдость и целеустремлённость. Он поодиночке устраняет бандитов, подбираясь все ближе к главарям. При этом мафиози до последнего не могут поверить, что воюют не друг с другом, а с водителем снегоуборочной машины.

## В ролях
- Стеллан Скарсгард — Нильс Дикман
- Пол Сверре Валхейм Хаген — Оле «Граф» Форсбю
- Бруно Ганц — «Папа», глава сербской мафии
- Биргитта Йорт Сёренсен — Мерит
- Кристофер Хивью — Страйк
- Тобиас Зантельман — Финн Хеймдаль
- Якоб Офтебро — Арон Горовиц
- Андерс Босмо Кристиансен — Гейр
- Петер Андерссон — Эгил «Напарник» Дикман
- Ян Гуннар Рёйсе — Ян Петтер «Яппе» Эриксен
- Сергей Трифунович — Небойша Михайлович
- Миодраг Крстович — Драгомир Богданович
- Давид Сакураи — Такаши Клаус «Китаец» Нильсен

## Награды и номинации
- Фильм участвовал в конкурсной программе Берлинского кинофестиваля в 2014 году, но наград не получил.
- Пол Сверре Хаген был номинирован на национальную премию «Аманда» в категории «Лучший актёр».

## Ремейк
В феврале 2019 года кинокомпании StudioCanal и Summit Entertainment выпустили в широкий прокат ремейк данной киноленты под названием «Снегоуборщик». Главную роль в нём исполнил Лиам Нисон, а режиссёром был всё тот же Ханс Петтер Муланд.